# Vettisfossen

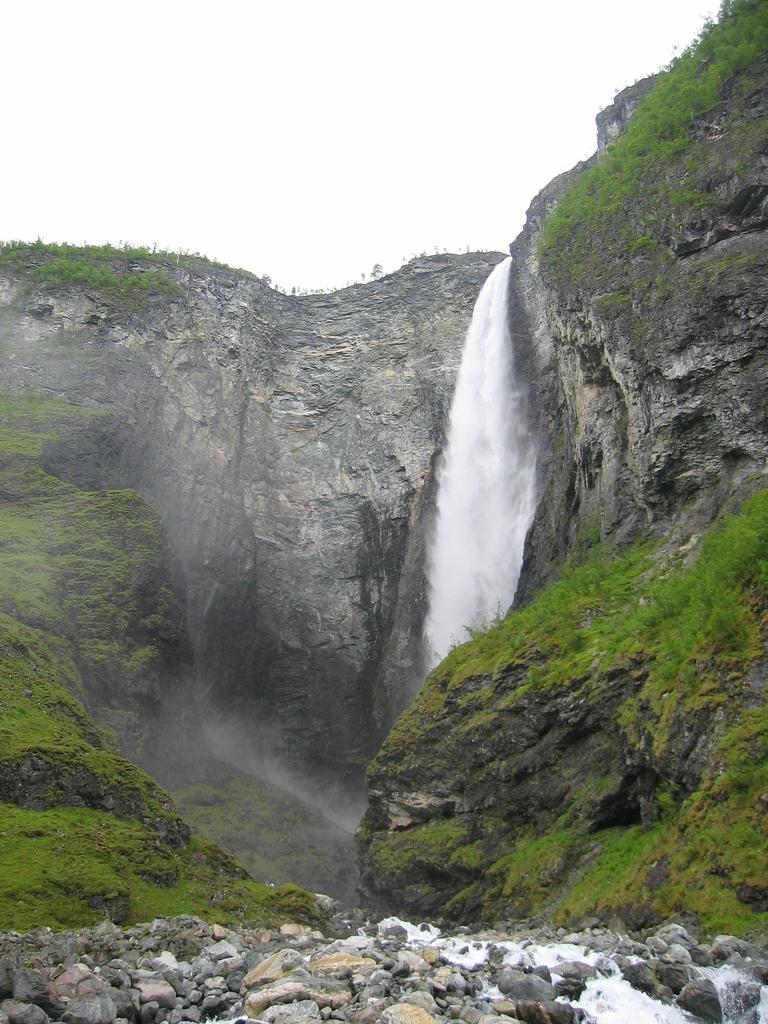
Vettisfossen

Vettisfossen, även omtalad som Vettismorfossen, Markefossen eller Morkafossen är Norges och därmed även Nordeuropas högsta oreglerade vattenfall och ligger i Årdals kommun, Sogn og Fjordane fylke. Forsen har en total fallhöjd av 370 meter varav en fri fallhöjd på 237 meter från Vettismorki platån och ner i Fosselven i Utladalen som efter cirka en halv kilometer mynnar ut i Utlaälven. Vintertid fryser forsen och bildar mäktiga isformationer som bestegs första gången 1977.
Mardalsfossen, Ringedalsfossen och Skykkjefossen hade tidigare högre oregelrad fri fallhöjd, men de är numer reglerade. Vettisfossen är fredad sedan 1924 efter initiativ året innan av dåvarande gårdsägaren Jørgen Vetti.